# Туралићи (Кладањ)
Туралићи су насељено мјесто у општини Кладањ, Босна и Херцеговина.

## Историја
Туралићи су до рата у цјелини били у саставу општине Власеница.

## Становништво
|             | 2013.        | 1991.         | 1981.         | 1971.         | 1961.        |
| Укупно      | 317 (100,0%) | 462 (100,0%)  | 412 (100,0%)  | 363 (100,0%)  | 276 (100,0%) |
| Бошњаци     | 316 (99,68%) | 397 (85,93%)1 | 338 (82,04%)1 | 294 (80,99%)1 | –            |
| Срби        | 1 (0,315%)   | 65 (14,07%)   | 74 (17,96%)   | 64 (17,63%)   | 86 (31,16%)  |
| Хрвати      | –            | –             | –             | 5 (1,377%)    | 12 (4,348%)  |
| Југословени | –            | –             | –             | –             | 178 (64,49%) |

1. 1 На пописима од 1971. до 1991. Бошњаци су пописивани углавном као Муслимани.